# Nikolaj Arabov
Nikolaj Asenov Arabov (Bulgaars: Николай Асенов Арабов) (Silven, 14 november 1953) was een Bulgaars voetballer en trainer. Hij heeft gespeeld bij OFC Sliven 2000, Anagennisi Dherynia, Lokomotiv Plovdiv, Spartak Pleven, FC Pavlikeni en KF Tirana.
Arabov speelde 42 wedstrijden voor het Bulgaars voetbalelftal en vertegenwoordigde zijn land op het wereldkampioenschap voetbal 1986.

## Loopbaan
Hij maakte zijn debuut in 1971 voor OFC Silven 2000. Hij bleef 15 jaar lang bij dezelfde club. Hij heeft 310 wedstrijden gespeeld in de competitie. Na zijn spelerscarrière werkte hij vele jaren in Albanië, waar hij trainer was voor FK Tirana, FK Partizani en KS Flamurtari.